# Erupção do Monte Santa Helena em 1980
Em 18 de maio de 1980, uma grande erupção vulcânica ocorreu no Monte Santa Helena, um vulcão localizado no estado de Washington, Estados Unidos. O evento, classificado como IEV 5, foi a única erupção significativa a ocorrer nos Estados Unidos continentais desde a erupção do Lassen Peak, na Califórnia, em 1915. A erupção foi precedida por uma série de terremotos e explosões de vapor por dois meses, causados por uma injeção de magma abaixo do vulcão, que criou uma protuberância enorme e uma fratura na encosta norte da montanha.
Um terremoto em 08h32min17 PDT (UTC-7) no domingo, 18 de maio de 1980, destruiu toda a face norte, ao criar o maior deslizamento de terra já registrado. Isto subitamente expeliu gás parcialmente fundido e rocha rica do vulcão, o que reduziu as pressões. Uma mistura quente de lava e rocha foi pulverizada para o lago Spirit tão rapidamente que ultrapassou a avalanche formada pelo colapso da face norte.
Uma pluma vulcânica de 24 km de altura foi lançada para a atmosfera e atingiu 11 estados dos Estados Unidos. Ao mesmo tempo, neve, gelo e geleiras inteiras derreteram, formando uma série de grandes deslizamentos de terra vulcânicos que chegaram até o rio Columbia, cerca de 80 km a sudoeste. Irrupções menos severas continuaram a ocorrer no dia seguinte e duas outras erupções grandes, mas não tão destrutivas, ocorreram mais tarde naquele ano.
Cerca de 57 pessoas foram mortas diretamente pela erupção. Centenas de quilômetros quadrados foram reduzidos a cinzas, um prejuízo de mais de um bilhão de dólares em danos (2,89 bilhões de dólares em valores de 2015), milhares de animais de caça foram mortos e o Monte Santa Helena ficou com uma cratera em seu lado norte. Na época da erupção, o cume do vulcão era propriedade da Burlington Northern Railroad, mas depois passou para o Serviço Florestal dos Estados Unidos.

## Consequências

### Resultados diretos

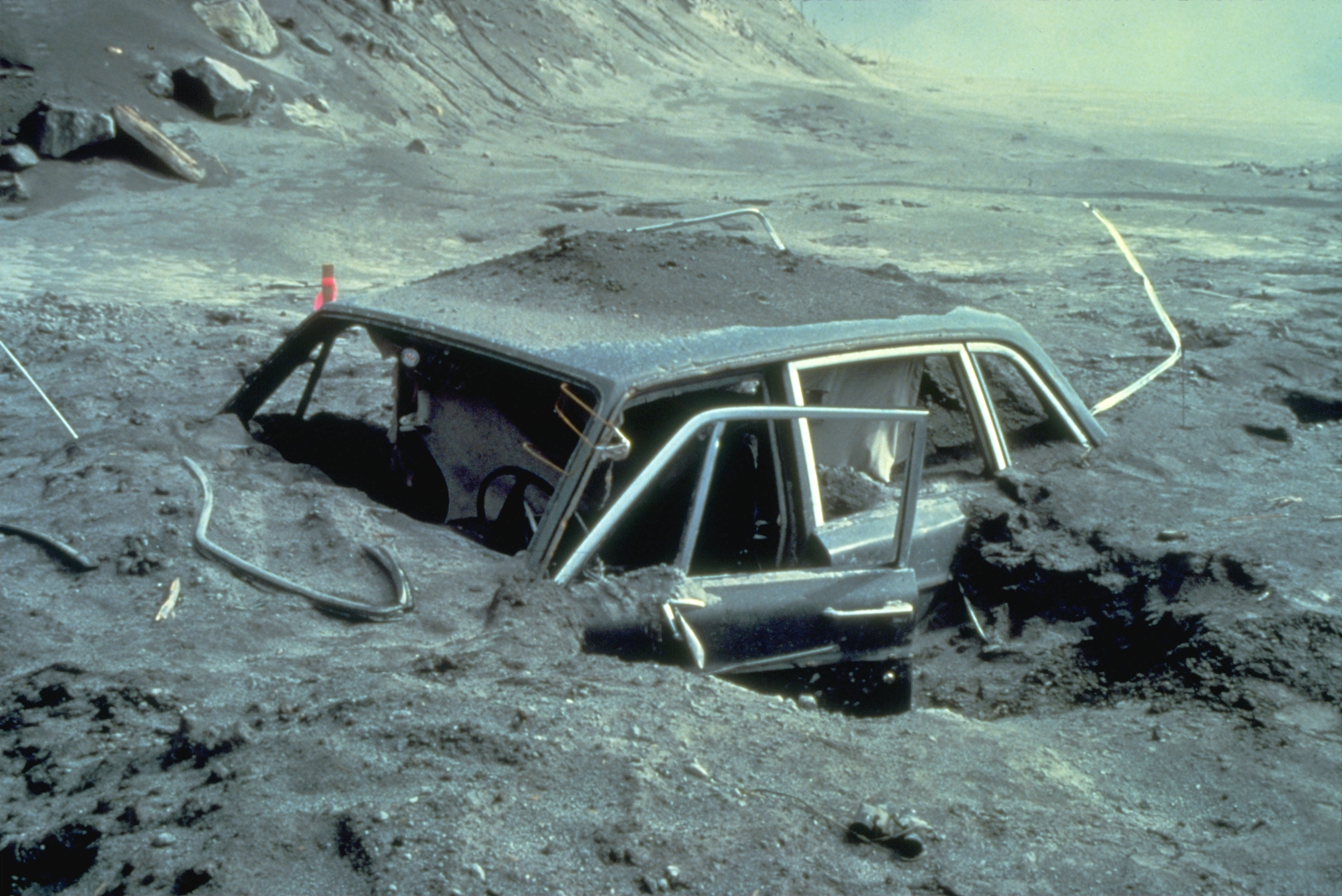
Carro do fotógrafo Reid Blackburn após a erupção de 18 de maio

O evento de 18 de maio de 1980 foi a erupção vulcânica mais mortal e economicamente destrutiva na história dos Estados Unidos. Aproximadamente 57 pessoas morreram diretamente por conta da explosão e 200 casas, 47 pontes, 24 km de ferrovias e 298 km de estradas foram destruídos; duas pessoas foram mortas indiretamente em acidentes que resultaram da pouca visibilidade e outras duas sofreram ataques cardíacos fatais ao escavar as cinzas. Jimmy Carter, o então presidente dos Estados Unidos, avaliou os danos e disse que a região parecia mais devastada do que uma paisagem lunar. Uma equipe de filmagem foi enviada por helicóptero ao Monte Santa Helena em 23 de maio para documentar a destruição. Entretanto, as suas bússolas começaram a girar em círculos e eles rapidamente se perderam. Uma segunda erupção ocorreu no dia seguinte (veja abaixo), mas a tripulação sobreviveu e foi resgatada dois dias depois. A erupção ejetou mais de 4,2 km³ de material. Um quarto desse volume era de lava fresca na forma de cinzas, pedra-pomes e bombas vulcânicas, enquanto o resto era rochas antigas fragmentadas. A destruição do lado norte da montanha (13% do volume do cume) reduziu a altura Monte Santa Helena em 390 metros e deixou uma cratera de 2 a 3 km de largura e 640 m de profundidade, com a sua extremidade norte aberta em uma enorme brecha.
Mais do que 9 400 000 m³ de madeira foram danificados ou destruídos, principalmente pela explosão da face norte. Pelo menos 25% da madeira destruída foi recuperada depois de setembro de 1980. O acúmulo de cinzas vulcânicas destruiu muitas colheitas agrícolas, como trigo, maçãs, batatas e alfafa. Cerca de 1 500 alces e 5 000 veados foram mortos e um número estimado de 12 milhões de alevinos de salmões chinook e prateados morreram quando seus berçários foram destruídos. Estima-se que outros 40 000 jovens salmões foram perdidos quando nadaram através das pás de turbinas de geradores hidrelétricos após os níveis dos reservatórios terem sido reduzidos ao longo do rio Lewis para acomodar os fluxos de lama e águas.
O Monte Santa Helena lançou 24 megatons de energia térmica, dos quais 7 foram resultado direto da explosão. Isto é equivalente a 1 600 vezes o tamanho da bomba atômica lançada sobre Hiroshima.

### Cinzas

Mapa de distribuição de cinzas sobre os Estados Unidos

A queda de cinzas vulcânicas criou alguns dos principais problemas temporários com transporte, tratamento de esgoto e sistemas de tratamento de água. A visibilidade foi bastante reduzida durante a queda de cinzas, fechando muitas rodovias e estradas. A Interstate 90, de Seattle a Spokane,foi fechada por uma semana e meia. As viagens aéreas foram interrompidas por até duas semanas, sendo que vários aeroportos no leste de Washington encerraram suas operações devido ao acúmulo de cinzas e da pouca visibilidade. Mais de mil voos comerciais foram cancelados após o fechamento de aeroportos. As cinzas finas causaram sérios problemas para os motores de combustão interna e outros equipamentos mecânicos e elétricos. As cinzas contaminaram sistemas de petróleo e filtros de ar entupidos e riscou superfícies em movimento, além de também ter causado curtos-circuitos nos transformadores elétricos, que por sua vez culminaram em blecautes.
A remoção e eliminação das cinzas foi uma tarefa monumental para algumas comunidades do leste de Washington. Agências estaduais e federais estimam que mais de 1 800 000 m³ de cinzas, equivalente a cerca de 900 000 toneladas, foram retiradas rodovias e aeroportos de Washington. A remoção de cinzas custou 2,2 milhões de dólares e levou 10 semanas em Yakima. A necessidade de remover cinzas rapidamente em rotas de transporte e obras civis ditou a seleção de alguns dos locais de eliminação das cinzas. Algumas cidades usaram antigas pedreiras e aterros sanitários existentes; outros criaram locais de despejo, sempre que conveniente. Para minimizar a ação do vento nos depósitos de cinzas, as superfícies de alguns destes locais foram cobertas com terra vegetal e semeadas com grama. Em Portland, o prefeito, ameaçou empresas com multas se elas não conseguissem remover as cinzas de seus estacionamentos.

### Custos

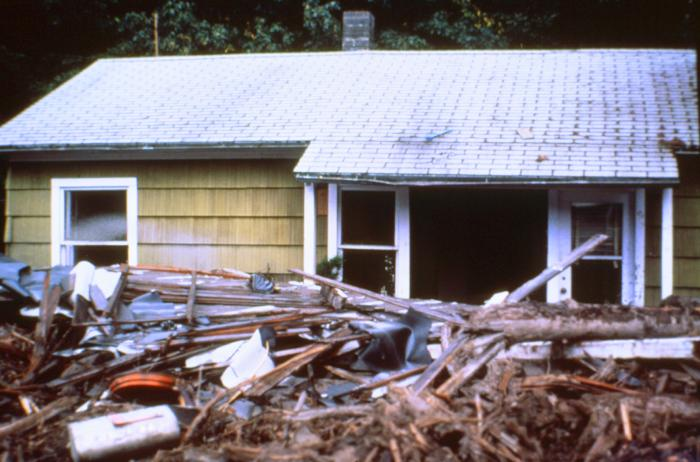
Uma das 200 casas destruídas pela erupção

Uma estimativa refinada 1,1 bilhão de dólares (2,89 bilhões de dólares em valores de 2015) foi determinada em um estudo realizado pela Comissão de Comércio Internacional, a pedido do Congresso dos Estados Unidos. O envio suplementar de 951 milhões de dólares para socorro foi votado pelos Congresso, dos quais a maior parte foi para o Small Business Administration, o Corpo de Engenheiros do Exército dos Estados Unidos e a Agência Federal de Gestão de Emergências.
Houve também custos indiretos e intangíveis da erupção. O desemprego na região imediata do Monte Santa Helena aumentou dez vezes nas semanas imediatamente após a erupção e depois voltou a níveis próximos do normal, uma vez que operações de salvamentos e de limpeza de cinzas estavam em andamento. Apenas uma pequena percentagem de residentes abandonaram a região por causa da perda de empregos devido à erupção. Vários meses após o dia 18 de maio alguns moradores relataram estresse e problemas emocionais, apesar de terem lidado com sucesso durante a crise. Os condados da região solicitaram financiamento do governo para programas de saúde mental para ajudar essas pessoas.
A reação pública inicial à erupção de 18 de maio foi um golpe quase incapacitante para o turismo, uma indústria importante no estado de Washington. Não só o turismo na região do Monte Santa Helena, mas também convenções, reuniões e encontros sociais foram cancelados ou adiados em cidades e resorts em outros locais de Washington e no vizinho Oregon. O efeito adverso no turismo, no entanto, provou ser apenas temporário. O Monte Santa Helena, talvez por causa de seu despertar, recuperou o seu apelo para os turistas. O Serviço Florestal dos Estados Unidos e o governo do estado de Washington abriram centros de visitantes e permitem o acesso às pessoas que queiram ver a devastação causada pelo vulcão.

## Erupções posteriores
O Santa Helena teve outras cinco erupções maio e outubro de 1980. No início de 1990 pelo menos 21 períodos de atividade eruptiva tinham ocorrido. O vulcão continua ativo e erupções continuaram até 2008.

### 1980-1991

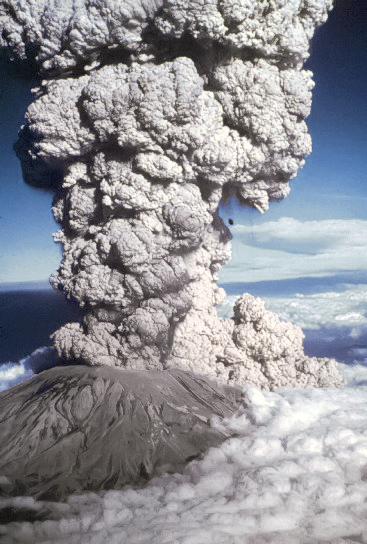
Erupção do Monte Santa Helena em 22 de julho de 1980

Uma erupção ocorreu em 25 de maio de 1980, às 02h30 que enviou uma coluna de cinzas de 14 km para a atmosfera. A erupção foi precedida por um aumento súbito da atividade sísmica e ocorreu durante uma tempestade. O vento errático da tempestade espalhou as cinzas da erupção para o sul e oeste, espanando levemente grandes partes do oeste de Washington e do Oregon. Fluxos piroclásticos saíram da rachadura norte e cobriram os detritos da avalanche causada pela erupção 18 de maio.
Em 12 de junho, às 19h05, uma nuvem de cinzas 4 km formou-se acima do vulcão. Às 21h09 uma explosão muito mais forte enviou uma coluna de cinzas de cerca de 16 km para o céu. Este evento fez com que a área de Portland, que havia sido poupada pela direção do vento, a ser revestida pela cinza fina. Um cume então surgiu no chão da cratera e cresceu para uma altura de 61 m e uma largura de 370 m em uma semana.
Uma série de grandes explosões em 22 de julho quebrou mais de um mês de relativa calma. O episódio eruptivo de julho foi precedido por vários dias de expansão mensurável da área do cume, por atividade sísmica elevada e por taxas alteradas de emissão de dióxido de enxofre e dióxido de carbono. A primeira erupção às 5h14 subiu uma pluma vulcânica de 16 km e foi seguida por uma explosão mais rápida às 6h25 que empurrou a coluna de cinzas acima da sua altura máxima anterior em apenas 7,5 minutos. A explosão final começou às 19h01 e continuou por mais duas horas.
Com o aumento da atividade sísmica e da emissão de gases no início de agosto, no dia 7 de agosto, às 16h26, uma nuvem de cinzas lentamente expandiu 13 km para o céu. Isto continuou até às 22h32 quando uma segunda grande explosão enviou cinzas no ar.
Dois meses de repouso foram encerrados por uma erupção que durou de 16 a 18 de outubro. Este evento obliterou a segunda cúpula, enviou cinzas a 16 km de altura e criou pequenos fluxos piroclásticos. Uma terceira cúpula começou a se formar dentro de 30 minutos após a explosão final de 18 de outubro e, dentro de alguns dias, já tinha 270 m de largura e 40 m de altura. Apesar do crescimento da cúpula ao lado dele, uma nova geleira formou-se rapidamente dentro da cratera.
Todas as erupções pós-1980 foram eventos tranquilos de construção do novo cume do vulcão, começando com o de 27 de dezembro de 1980 e o de 3 de janeiro de 1981. Em 1987, uma terceira cúpula tinha crescido a 910 m de largura e 240 m de altura. Outras erupções ocorreram ao longo de alguns meses entre 1989 e 1991.

### 2004-2008
A atividade vulcânica do Monte Santa Helena de 2004-2008 tem sido documentada como uma erupção contínua com uma extrusão gradual de magma no vulcão. A série de erupções começou em outubro de 2004, quando houve uma construção gradual de um novo domo de lava. A nova cúpula não subiu acima da cratera criada pela erupção de 1980. Essa atividade durou até janeiro de 2008.